# Tom Ostermann
Tom Ostermann (* 1. Januar 1968 in Ilulissat) ist ein grönländischer Politiker und Polizist.

## Leben
Tom Ostermann ist der Sohn des Malermeisters Adolf Ostermann und der Oberassistentin Karla Ostermann. Am 21. Januar 1995 heiratete er die Friseurin Susanne (* 1968).
Er arbeitete anfangs als Ladenhelfer, Lagerarbeiter und Chauffeur, bevor er von 1986 bis 1987 als der Saviminilerinermik Ilinniarfik in Nuuk studierte. Von 1988 bis 1993 war er allerdings Polizist. Von 1993 bis 1994 arbeitete er als Gefängniswärter in Nykøbing Sjælland und war nebenher von 1993 bis 1999 Polizeiassistent und danach Polizeikommissar.
Bei der Parlamentswahl 1999 kandidierte er für die Kattusseqatigiit und erreichte 101 Stimmen und damit den ersten Nachrückerplatz der Partei. Im Frühjahr 2001 und 2002 war er jeweils als Stellvertreter für Anthon Frederiksen Mitglied im Inatsisartut. Er kandidierte bei der Kommunalwahl 2008 für die Siumut für einen Platz im Rat der Qaasuitsup Kommunia, verpasste diesen aber mit 74 Stimmen.
Bei der Parlamentswahl 2013 trat er ebenfalls an, erhielt aber nur 30 Stimmen, während seine Lebensgefährtin Aleqa Hammond zur Regierungschefin gewählt wurde. Am 2. Januar 2014 stellte das Ministerium für Fischerei, Jagd und Landwirtschaft unter Karl Lyberth Tom Ostermann als persönlichen Berater ein, was zu starker Kritik wegen des Verdachts auf Nepotismus führte. Am Tag darauf verließ der ehemalige Regierungschef Hans Enoksen die Siumut und gründete drei Wochen später die Partii Naleraq. Am 6. Januar musste Karl Lyberth als Minister zurücktreten und Tom Ostermann verlor den Job als Regierungsberater wieder. Später wurde Tom Ostermann Vorsitzender der grönländischen Strafverteidigervereinigung.